# Polytoca
Genre
Classification phylogénétique
Polytoca est un genre de plantes monocotylédones de la famille des Poaceae.

## Liste d'espèces
- Polytoca digitata  (L.f.) Druce
- Polytoca macrophylla Benth.